# George Whiteley (1er baron Marchamley)
George Whiteley (30 août 1855 - 21 octobre 1925) est un homme politique conservateur britannique devenu membre du Parti libéral. Il est whip en chef entre 1905 et 1908 dans les administrations libérales d'Henry Campbell-Bannerman et Herbert Henry Asquith.

## Biographie
Il est le fils aîné de George Whiteley, de Woodlands, Blackburn, Lancashire . Son frère, Herbert Huntington-Whiteley, est également député.
Il est associé dans une entreprise de filature de coton et a de grands intérêts brassicoles .
En tant que conservateur, Whiteley est député de Stockport de 1893 à 1900 . Il a ensuite rejoint le Parti libéral, sous l'étiquette duquel il est élu député en 1900 pour Pudsey, servant jusqu'en 1908 . Il est devenu secrétaire parlementaire du Trésor (whip en chef) lorsque les libéraux sont arrivés au pouvoir en décembre 1905 et est nommé conseiller privé en 1907. Le 1er juin 1908, il démissionne du Parlement. On pensait que sa retraite était entièrement due à l'insomnie, dont il souffrait depuis longtemps. Le 3 juillet 1908, il est élevé à la pairie en tant que baron Marchamley, de Hawkstone, dans le comté de Shropshire. Il participe occasionnellement aux travaux de la Chambre des lords, prononçant son dernier discours en novembre 1919 .
Il est juge de paix pour les comtés du Hampshire en 1900 et du Shropshire en 1908 .

## Famille
Lord Marchamley épouse Alice, fille unique de William Tattersall, de Quarry Bank, Blackburn et St Anthony's Milnthorpe, en 1881. En 1907, il achète, au vicomte Hill, Hawkstone Hall et ses domaines dans le Shropshire, puis les a vendus en 1923 . Son propre titre a été pris dans le village de Marchamley, près de Hawkstone Hall, et après d'Hawkstone lui-même.
Lady Marchamley est décédée en 1913. Marchamley lui a survécu douze ans et est décédé à son domicile, 29 Princes Gardens, Londres, après une opération  en octobre 1925, à l'âge de 70 ans. Il est enterré dans le cimetière de St Luke's, Weston-under-Redcastle, Shropshire. Son fils, William lui succède comme baron.